# 4 marzo 1943/Padre e figlio
4 marzo 1943/Padre e figlio è un singolo della Nuova Equipe 84, pubblicato dalla Ricordi nel 1971. 

## I brani

### 4 marzo 1943
È un noto brano musicale scritto da Paola Pallottino e Lucio Dalla, il cui titolo fa riferimento anche alla data di nascita di quest'ultimo; nel disco della Nuova Equipe 84 il titolo riporta il nome del mese (marzo), al contrario di quello di Dalla (con il riferimento numerico, 3).
L'arrangiamento è curato da Natale Massara. 

### Padre e figlio
Scritta interamente da Maurizio Vandelli, la canzone era già stata pubblicata l'anno prima nell'album ID.

## Tracce
Lato A
1. 4 marzo 1943 – 3:41 (testo: Paola Pallottino – musica: Lucio Dalla; edizioni musicali RCA)

Lato B
1. Padre e figlio – 5:53 (Maurizio Vandelli; edizioni musicali Fono Film)

## Formazione
- Maurizio Vandelli - voce, chitarra
- Victor Sogliani - voce, basso
- Dario Baldan Bembo - tastiere, cori
- Franz Di Cioccio - batteria